# Rezervația Balta Neagră
Balta Neagră este o arie protejată de interes național ce corespunde categoriei a IV-a IUCN (rezervație naturală de tip acvatic) situată în județul Dolj, pe teritoriul administrativ al comunei Desa.

## Localizare
Aria naturală cu o suprafață de 200 hectare se află în Lunca Dunării, în extremitatea sud-vestică a județului Dolj, în partea sudică a satului Desa și cea estică a rezervației naturale  Ciuperceni - Desa, lângă drumul județean (DJ533) care leagă orașul Calafat de Poiana Mare.

## Descriere
Rezervația naturală suprapusă sitului Natura 2000 - Ciuperceni - Desa, a fost declarată arie protejată prin Legea Nr.5 din 6 martie 2000 (privind aprobarea Planului de amenajare a teritoriului național - Secțiunea a III-a - zone protejate) și se întinde pe o suprafață de 1,20 hectare. Aria protejată reprezintă o zonă naturală (luciu de apă și zona împrejmuitoare) cu faună specifică zonelor umede din Câmpia Dunării.

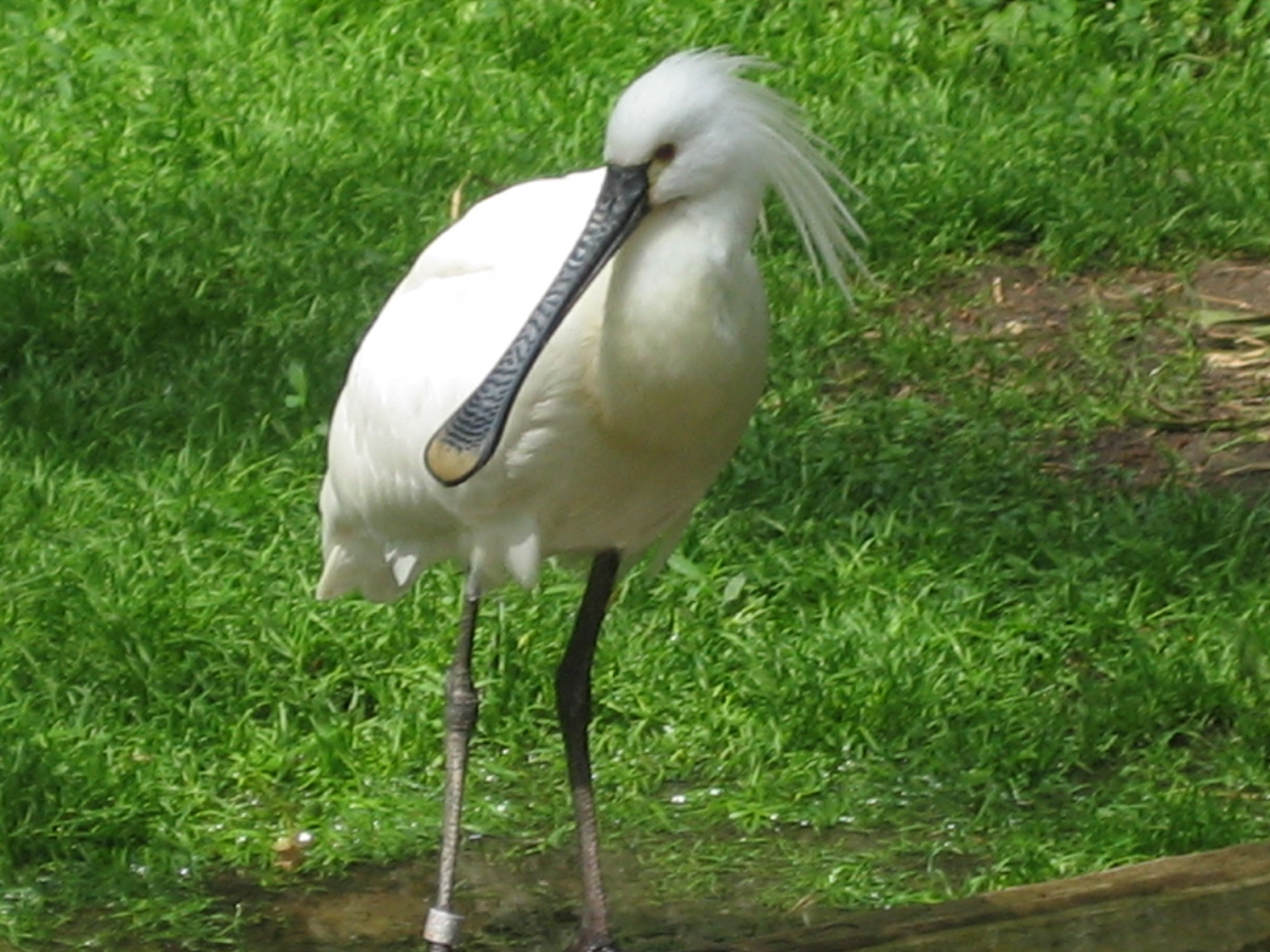
Lopătar (Platalea leucordia)

Fauna este una bine diversificată și constituită în cea mai mare parte din păsări și pești (avat, țipar, petroc, pietroșel, zglăvoc, moioagă, chișcar).
Păsările sunt reprezentate de exemplare cu specii de: barză albă (Ciconia ciconia), barză neagră (Ciconia nigra), egretă mare (Egretta alba), egretă mică (Egretta garzetta), piciorong (Himantopus himantopus), bătăuș (Philomachus pugnax), cormoran mic (Phalacrocorax pygmeus), stârc roșu (Ardea purpurea), stârc galben (Ardeolea ralloides), stârc pitic (Ixobrychus minutus), stârc-de-noapte (Nycticorax nycticorax), lopătar (Platalea leucordia), țigănuș (Plegadis falcinellus),  fluierar-de-mlaștină (Tringa glareola), chiră mică (Sterna albifrons), chiră comună (Sterna hirundo), lișiță (Gallinula chloropus) sau rață pestriță (Anas strepera).

## Atracții turistice
În vecinătatea rezervației naturale se află mai multe obiective de interes turistic (lăcașuri de cult, monumente istorice, arii protejate, zone naturale, situri arheologice), astfel:
- Biserica „Sf. Nicolae” din Desa, construcție 1860, monument istoric
- Biserica „Sf. Mucenic Gheorghe” din Calafat, construcție 1856, monument istoric
- Biserica „Izvorul Tămăduirii” din Calafat, construcție secolul al XIX-lea, monument istoric
- Biserica „Adormirea Maicii Domnului” din Calafat, construcție 1869, monument istoric
- Biserica „Sf. Nicolae” (calafat), construcție secolul al XIX-lea, monument istoric
- Rezervația naturală Ciuperceni - Desa
- Lunca Dunării
- Castrul roman de la Desa